# Royale ligue vélocipédique belge
La Royale ligue vélocipédique belge (RLVB) est une association sans but lucratif ayant pour but d'organiser et de promouvoir le cyclisme en Belgique. Elle organise notamment les championnats de Belgique des différentes disciplines cyclistes et supervise les sélections nationales. Elle a été créée le 11 novembre 1882. Elle regroupe depuis 2002 la Fédération Cycliste Wallonie-Bruxelles (FCWB) et la Fédération flamande de cyclisme (Wielerbond Vlaanderen, WBV). Aujourd'hui, le siège de la Royale ligue vélocipédique belge se situent à Tubize à la suite de la vente de leurs anciens bureaux à Forest.

## Liste des Présidents
- de 1893 à 1897 : Raoul Claes
- de 1990 à 1997 : Ernest De Vuyst
- de 1997 à 2010 : Laurent De Backer
- de 2010 : Tom Van Damme